# カール・フィリップ (ヴェルムランド公)
カール・フィリップ王子（スウェーデン語: Prins Carl Philip, Carl Philip Edmund Bertil Bernadotte, 1979年5月13日 - ）は、スウェーデン（ベルナドッテ王朝）王室成員、スウェーデン海軍将校。スウェーデン王位継承権順位は第4位。スウェーデン海軍における階級は海軍少佐（2014年10月）。公式の称号はヴェルムランド公爵カール・フィリップ王子殿下（スウェーデン語: Hans Kunglig Höghet Carl Philip, Prins av Sverige, Hertig av Värmland）。

## 人物・来歴
1979年5月13日、現国王カール16世グスタフとその王妃シルヴィアの第2子及び第1王子として生まれる。姉にヴィクトリア王太子、妹にマデレーン王女がいる。出生当時はスウェーデン王太子であったが、男女にかかわらず出生順に継承権を認める王位継承法改正により、1980年1月1日付で姉のヴィクトリア王女に第1継承権が移った。しかし、英国王位継承順位は姉より上位となる。
1999年に、20歳で高校を卒業している。この間、1994年秋から2年間、米国コネティカット州の私立学校に移ったこともあった。学校時代はボーイスカウトに属し、サッカーや水泳、スキーなどスポーツが得意であった。スキーに関しては、スウェーデンの歴史あるスキーレース「ヴァーサ・レース」に参加している。また、モータースポーツにも挑戦しており、国内のレースに参加している。
2000年秋、スウェーデンの沿岸砲兵連隊で兵役を終え、2002年12月に海軍へ入隊した。2003年からはグラフィック・デザインを学びはじめ、母王妃シルヴィアの60歳を記念したスウェーデン王立バレエによるチャイコフスキーの『くるみ割り人形』のCDのジャケットをデザインした。また、カレンダーやスプーン、ナイフ、フォークの食器のデザインも手掛けており、これらは一般に販売されている。
現在は、王室の公務にも、父王や姉王太子の代理として携わっている。
2014年6月、元モデルのソフィア・ヘルクヴィストと婚約、2015年6月13日にスウェーデンのストックホルム宮殿のチャペルで結婚式が行われた。ソフィアとは2010年から交際を始めていたが、当初はソフィアがモデルとしてヌード写真を出したこと、リアリティ番組に出演した経歴から、「王室は反対している」という報道が『デイリーテレグラフ』からなされた。前述の通り2014年に王室は婚約を発表後、同年12月のノーベル賞授賞式にソフィアは出席し王族としての初めての公務をこなした。このように、ソフィアはカール・フィリップ王子の配偶者となる地ならしを経て、翌年6月の結婚にこぎつけた。結婚式に際して、日本の皇室からは高円宮妃久子が出席した。

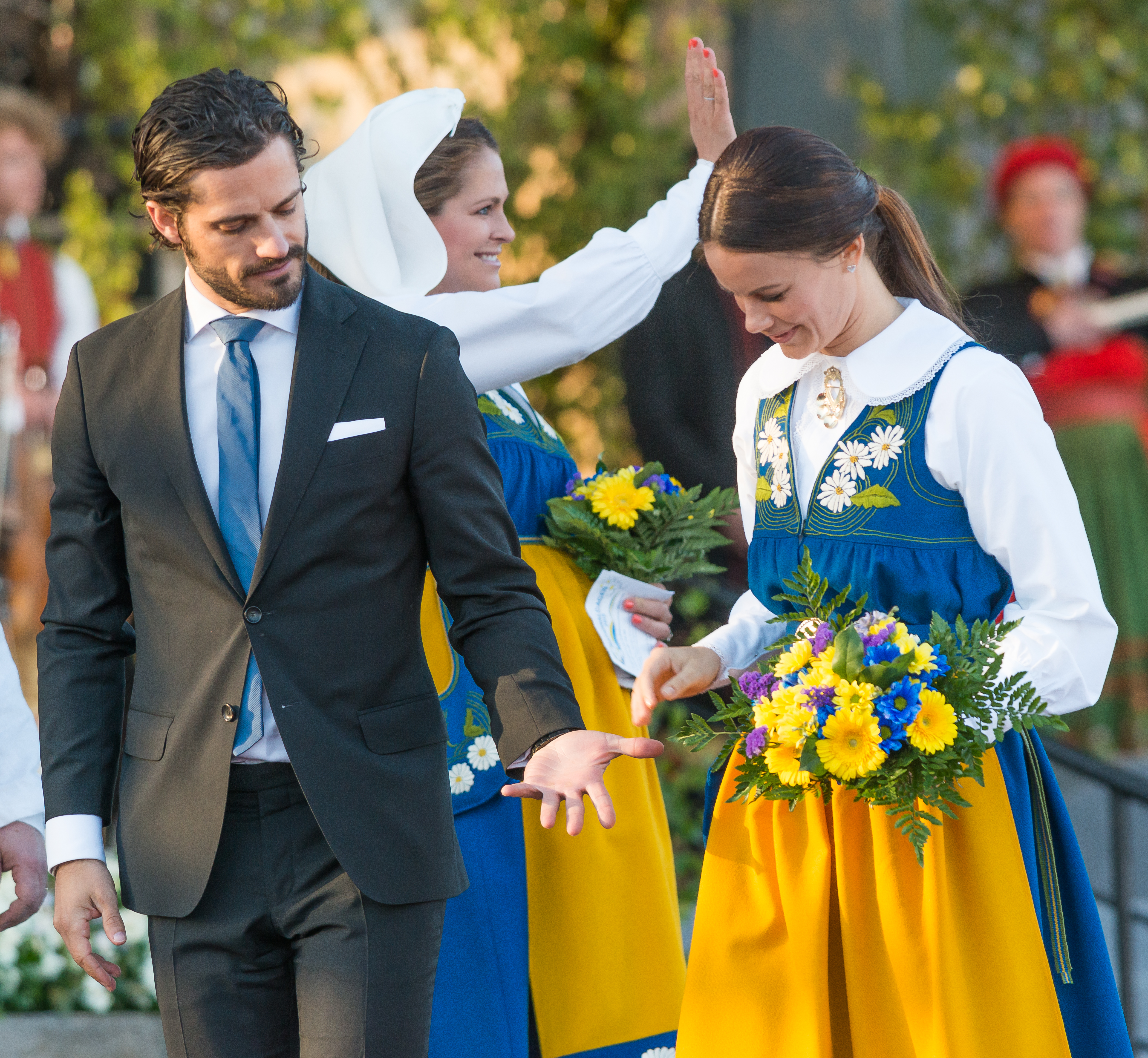
結婚式直前のスウェーデン建国記念日でのカール・フィリップ王子とソフィア・ヘルクヴィスト（2015年6月6日）
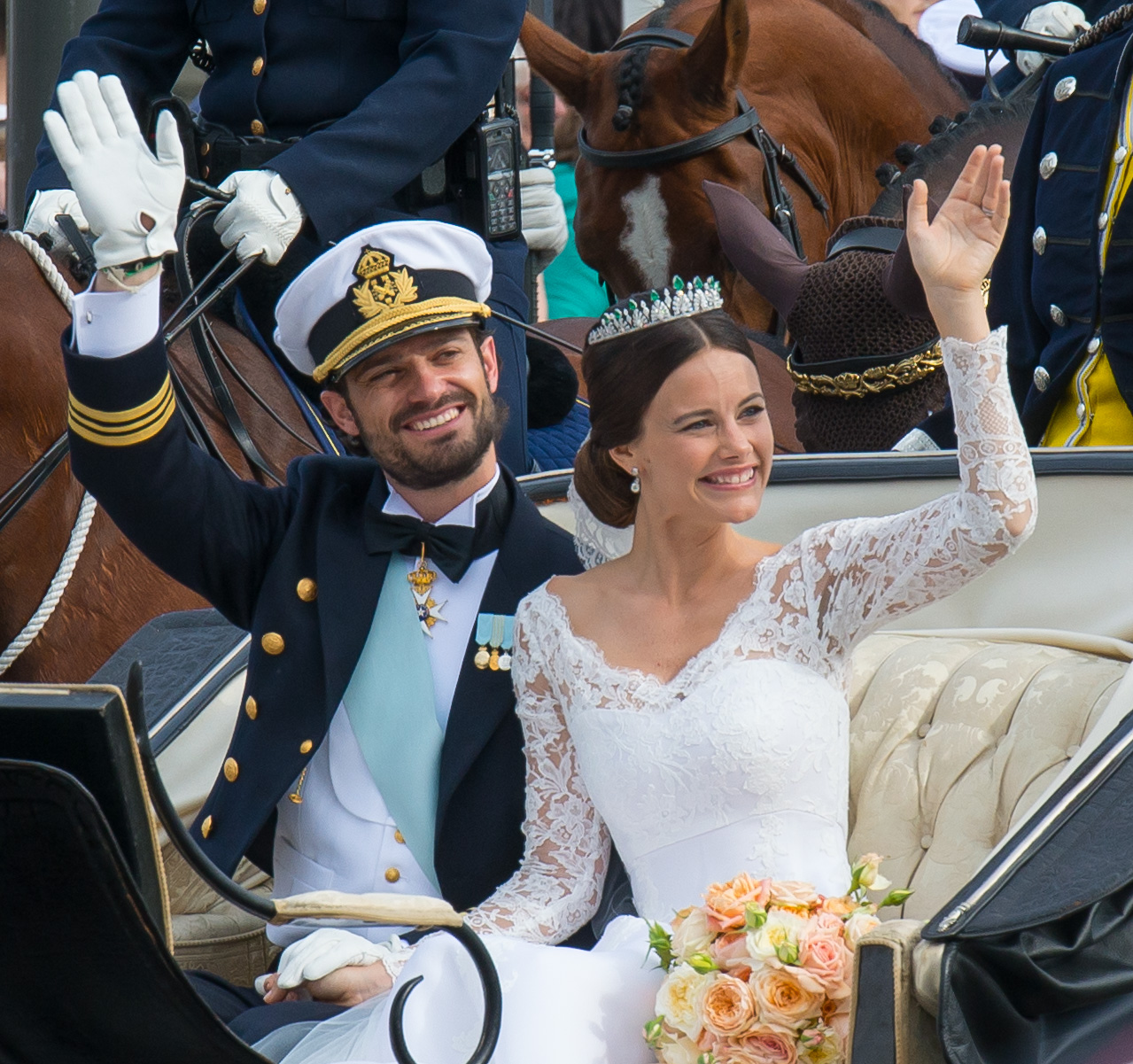
カール・フィリップ王子と妃ソフィア（2015年6月13日の結婚式にて）

夫妻はアレクサンダー（2016年生）、ガブリエル（2017年生）、ユリアン（2021年生）、イネスの3男1女をもうけている。彼らは2019年10月7日付けで、王子の称号や爵位は保持しながらも、「殿下」の称号を有したり国費を受け取る王族の身分からは外れている。

## ギャラリー

Royal monogram
カール・フィリップ王子の紋章